# Noordelijke stormvogeltjes
Noordelijke stormvogeltjes (Hydrobatidae) zijn een familie van vogels uit de orde van de buissnaveligen (Procellariiformes). De familie telt zestien soorten, waarvan een uitgestorven. De familie bestaat volgens de IOC World Bird List uit nog maar een geslacht: Hydrobates. Het geslacht Oceanodroma is hierin opgegaan. In 2014 zijn vijf geslachten van deze familie afgesplitst en die vormen nu de aparte familie van de zuidelijke stormvogeltjes (Oceanitidae).
Albatrossen · Stormvogels en pijlstormvogels · Noordelijke stormvogeltjes · Zuidelijke stormvogeltjes